# 마리야 그로즈데바
마리야 즈드라프코바 그로즈데바그리고로바(불가리아어: Мария Здравкова Гроздева-Григорова, 1972년 6월 23일~)는 불가리아의 사격 선수로 주 종목은 권총이다. 2000년과 2004년 하계 올림픽에서 여자 25m 권총 부문 금메달을 획득했으며, 1992년, 1996년, 2004년 하계 올림픽에서 여자 10m 공기권총 부문 동메달을 획득했다. 그녀는 올림픽 여자 25m 권총 2연속 우승을 달성한 유일한 선수이다.